# Joseph J. Lawson
Joseph J. Lawson (* 3. Mai 1962 in Oak Park, Illinois, USA) ist ein US-amerikanischer Filmregisseur und Spezialist für visuelle Effekte im Film sowie für deren Ausstattung. Bekannt ist er für seine Arbeit an zahlreichen Weihnachts- und Thrillerfilmen.

## Biografie
Lawson ist der Sohn eines Air-Force-Sergeants, die Familie zog oft um, mit seinen Eltern und seiner Schwester lebte er bis zu seinem 18. Lebensjahr an 22 verschiedenen Orten. Lawsons Engagement im Bereich Medien begann während seiner Zeit beim Studentenradio in Neah Bay im Bundesstaat Washington. Daraus ergab sich, dass er über einen langen Zeitraum als Nachrichtenreporter arbeitete. Beim Fernsehen war er als Direktor und Produktionsabteilungsleiter für KRTV-3 in Great Falls in Montana tätig. Zudem betätigte er sich als Mitarbeiter der Wetterredaktion, wo er oft Gelegenheit hatte, mit den Blauen Engeln zu fliegen, was von ihm geschriebenen Drehbüchern für Dokumentarfilme und Live-Specials zugutekam. Er inszenierte diese auch selbst und übernahm den Schnitt. Bereits 1992 hat Lawson sein eigenes interaktives Medien-, Animations- und Produktionshaus Lawson Digital Arts gegründet.
Im Jahr 1999 zog es Lawson nach Hollywood, wo er im Bereich Visuelle Effekte arbeiten und seinen Lebenstraum als Regisseur tätig zu sein, verfolgen wollte. Für Peter Jacksons monumentalen Fantasyfilm Der Herr der Ringe: Die Rückkehr des Königs (2003) war er im Team mit anderen für die visuellen und digitalen Effekte zuständig, auf ihn geht die Idee zurück, dass der feuerspeiende Drache Smaug besiegt wird, indem Bard ihm einen gezielten Pfeil in die Brust schießt.
Nachdem Lawson bereits bei 22 Folgen einer Fernsehserie Regie geführt hatte, inszenierte er 2012 seinen ersten Kinofilm, den Science-Fiction-Horror-Abenteuerfilm Nazi Sky – Die Rückkehr des Bösen!. Noch im selben Jahr folgte ein epischer Fantasyfilm Clash of the Empires, dessen Aufnahmen in Kambodscha entstanden. Für den ebenfalls 2012 veröffentlichten Kriegsfilm Red Tails mit Cuba Gooding junior war Lawson wiederum im Bereich visuelle Effekte tätig. Daran schloss sich 2013 der Dinosaurierfilm Age of Dinosaurs mit Treat Williams und Ronny Cox an. Bei dem 2014 veröffentlichten Kriegsdrama Ardennes Fury – Die letzte Schlacht führte Lawson ebenso Regie wie auch bei der Weihnachts-Familienkomödie Alone for Christmas: Bone – Allein zu Haus, die im Jahr zuvor veröffentlicht worden war. Darin sind David DeLuise und Kevin Sorbo zu sehen.
Im Laufe seiner Karriere hat Lawson diverse Ämter bekleidet, sei es als Filmemacher, Regisseur, Autor, Supervisor, Künstler für visuelle und andere Effekte, Storyboard-Künstler, Sprecher oder auch Schauspieler. Er drehte auch diverse Werbespots und war in künstlerischen und leitenden Positionen bei Foundation Imaging, Digital Domain, Rhythm & Hues, den Zoic Studios, NBC/Universal, UFO Films, Radical 3D und The Global Asylum tätig. Er wirkte an Produktion wie Star Trek: Enterprise (2003) und 12 Folgen der Fernsehserie Caprica (2009/2010) von Syfy Channels mit und fungierte auch als Visual Effects Supervisor für die Kult-Pop-Phänomene Sharknado – Genug gesagt! (2013), Sharknado 2 (2014), Sharknado 3 (2015) und Sharknado 4 (2016).
Lawson lebt mit seiner Frau Kelly, mit der er seit 1998 verheiratet ist, und seinen beiden Kindern in Südkalifornien.

## Filmografie (Auswahl)
- 2000: Starship Troopers (Fernsehserie, Folge S1/E36 Funeral for a Friend) visuelle Effekte
- 2000/2001: Max Steel (Fernsehserie, 17 Folgen) vE
- 2002: Dan Dare: Pilot of the Future (Fernsehserie, 22 Folgen) Regie
- 2003: Star Trek: Enterprise (Fernsehserie, Folgen S2/E19 Judgment; S2/E20 Horizon) vE
- 2003: Der Herr der Ringe: Die Rückkehr des Königs (The Lord of the Rings: The Return of the King) vE
- 2005: Heuschrecken – Die achte Plage (Locusts: The 8th Plague) vE
- 2006: Basilisk – Der Schlangenkönig (Basilisk: The Serpent King) vE
- 2007: Gargoyles – Monster aus Stein (Reign of the Gargoyles) vE
- 2008: Eli Stone (Fernsehserie, Folge S2/E2 Grace) vE
- 2009: Das Geheimnis des Regenbogensteins (Shorts) vE
- 2009: Animal Armageddon (Fernsehserie, 6 Folgen) Ausstattung
- 2009: Alien Earths (Fernsehfilm) Ausstattung
- 2010: Brace for Impact: The Chesley B. Sullenberger Story (Fernsehfilm) Ausstattung
- 2010: Titanic 2 – Die Rückkehr (Titanic II) vE, Ausstattung
- 2010: 2010: Moby Dick vE
- 2011: Thor – Der Allmächtige (Almighty Thor) vE
- 2012: Red Tails vE
- 2012: Nazi Sky – Die Rückkehr des Bösen! (Nazis at the Centre of the Earth) vE, Regie, Ausstattung
- 2012: Clash of the Empires (Video) Regie
- 2013: Sharknado – Genug gesagt! (Sharknado) vE
- 2013: Age of Dinosaurs  – Terror in L.A. vE, Regie
- 2013: Alone for Christmas: Bone – Allein zu Haus vE, Regie
- 2013: Die verzauberte Schneekugel (A Snow Globe Christmas) vE
- 2014: Ardennes Fury – Die letzte Schlacht (Ardennes Fury, Regie, Drehbuch)
- 2014: Sharknado 2 (Sharknado 2: The Second One) vE
- 2014: Santa Claws (vE)
- 2015: Bound – Gefangen im Netz der Begierde vE
- 2015: Sharknado 3 (Sharknado 3: Oh Hell No!) vE
- 2016: Sharknado 4 (Sharknado: The 4th Awakens) vE
- 2016: A Christmas in Vermont (Fernsehfilm) vE
- 2017: A Royal Christmas Ball (Fernsehfilm) vE
- 2017: Christmas Connection (Fernsehfilm) vE
- 2017: A Winter Wedding vE
- 2018: A Christmas Arrangement (Fernsehfilm) vE
- 2018: A Wedding for Christmas (Fernsehfilm) vE
- 2018: Weihnachten auf königliche Art (A Christmas in Royal Fashion) Fernsehfilm; vE
- 2019: The Road Home for Christmas (Fernsehfilm) vE
- 2019: One Fine Christmas (Fernsehfilm) vE
- 2019: 2nd Chance for Christmas (Fernsehfilm) vE
- 2019: Carole’s Christmas (Fernsehfilm) vE
- 2020: Dying for A Daughter (Fernsehfilm) vE
- 2020: A Royal Christmas Engagement (Fernsehfilm) vE
- 2020: Christmas Together (Fernsehfilm) vE
- 2021: All I Want for Christmas vE
- 2021: A Christmas Family Reunion (Fernsehfilm) vE
- 2021: Writing Around the Christmas Tree (Fernsehfilm) vE
- 2022: A Royal Christmas on Ice (Fernsehfilm) vE
- 2022: A Prince and Pauper Christmas (Fernsehfilm) vE

## Auszeichnungen
- 1998: Silbermedaillengewinner der Advertising Federation und
  - zahlreiche Addy Awards
- Nominierung für den Rocky-Mountain-Emmy-Award

Telly Awards
- 2021: Gewinner des Silver Telly in der Kategorie „Fernsehhandwerk – Visuelle Effekte“
  - für und mit dem Action-Thriller Assault on VA-33